# Incendie de Moscou (1547)
Pour les articles homonymes, voir Incendie de Moscou.
 (février 2021).
Si vous disposez d'ouvrages ou d'articles de référence ou si vous connaissez des sites web de qualité traitant du thème abordé ici, merci de compléter l'article en donnant les références utiles à sa vérifiabilité et en les liant à la section « Notes et références ».
L'incendie de Moscou en 1547 a détruit une partie de la capitale à partir du 12 avril, puis du 24 juin, l'année même du sacre d'Ivan IV dit plus tard "le Terrible". Ayant détruit plusieurs quartiers de la ville, il reste un traumatisme important pour une multitude de rescapés et pour le dynamisme de la capitale.

## Les faits
Le grand incendie de Moscou en juin 1547 a détruit des sections de la ville qui avaient été construites presque entièrement en bois. Parti semble-t-il du monastère de Vozdvizhenka, le feu a balayé le Kremlin et a fait sauter les magasins de poudre dans plusieurs tours de la forteresse. L'incendie a commencé le 24 juin, plusieurs mois après qu'Ivan IV, mieux connu sous le nom d '«Ivan le Terrible», a été officiellement couronné premier tsar de Russie. 
Une légende pieuse veut que le moine Basile le Bienheureux ait pleuré et prié toute la journée qui l'a précédé.

## Le bilan
L'incendie a déplacé environ 80 000 personnes et tué environ 2 700 à 3 700 (sans compter les enfants), et a conduit à une pauvreté généralisée parmi les survivants. Le métropolite Makarios a été apparemment blessé dans l'incendie lorsque la cathédrale de la Dormition au Kremlin a été menacée par les flammes et le métropolite a été emmené par une brèche dans les murs du Kremlin et descendu par une corde sur les rives de la Moskova. Il se peut qu'il ne se soit jamais complètement remis de ses blessures, bien qu'il ait vécu encore 16 ans.

## Émeutes et rumeurs politiques
Les Moscovites rejettent la faute sur les parents maternels du tsar de la famille Glinski. Une rébellion a commencé et Iouri Glinski a été lapidé à mort à l'intérieur de la cathédrale de la Dormition devant un métropolite Makarios horrifié. Le frère de Iouri, Mikhail Glinski, a tenté de fuir en Lituanie mais a échoué, et sa mère, Anna - la grand-mère du tsar - a été accusée d'avoir utilisé la sorcellerie pour allumer le feu. La rébellion a entraîné la chute du parti Glinski et a finalement renforcé les positions du jeune tsar, bien qu'il n'ait pas remis sa grand-mère à la foule comme elle le lui réclamait.